# Szagalasszosz
Szagalasszosz (görög: Σαγαλασσός) régészeti hely Délnyugat-Törökországban, Antalyától (ókori Attaleia) kb. 100 km-re északra, Burdurtól és Ispartától 30 km-re. A város ókori romjai 7 km-re fekszenek Ağlasuntól Burdur tartományban, a Torosz-hegység nyugati részéhez tartozó Akdağ hegyen, 1450–1700 méteres magasságban.
A Római Birodalom idején a várost „Piszidia első városaként” ismerték, és már a hellenisztikus korban a régió egyik legjelentősebb városa volt. Piszidia a Torosz-hegység nyugati részén fekvő régió volt, melyet ma török tóvidékként ismernek.

## Áttekintés
A város teraszos területen feküdt, 1400 és 1600 méteres tengerszint feletti magasság körül. Miután az i. sz. 6. század elején hatalmas földrengés rázta meg, még sikerült talpra állnia, ezután azonban a járványok, a vízhiány, a biztonság és stabilitás hiánya, a romló gazdasági helyzet, majd a 7. század közepén egy újabb pusztító földrengés arra kényszerítette a lakókat, hogy hagyják el a várost és a völgyben telepedjenek le.
Jelentős ásatás a környéken 1990-ben indult, a Leuveni Katolikus Egyetem régészprofesszora, Marc Waelkens vezetése alatt. Nagy számban kerültek elő épületek, műemlékek és más régészeti maradványok, amelyek segítségével dokumentálható a város hellenisztikus, római és korai bizánci kori történelmének monumentális vonása.

## Története

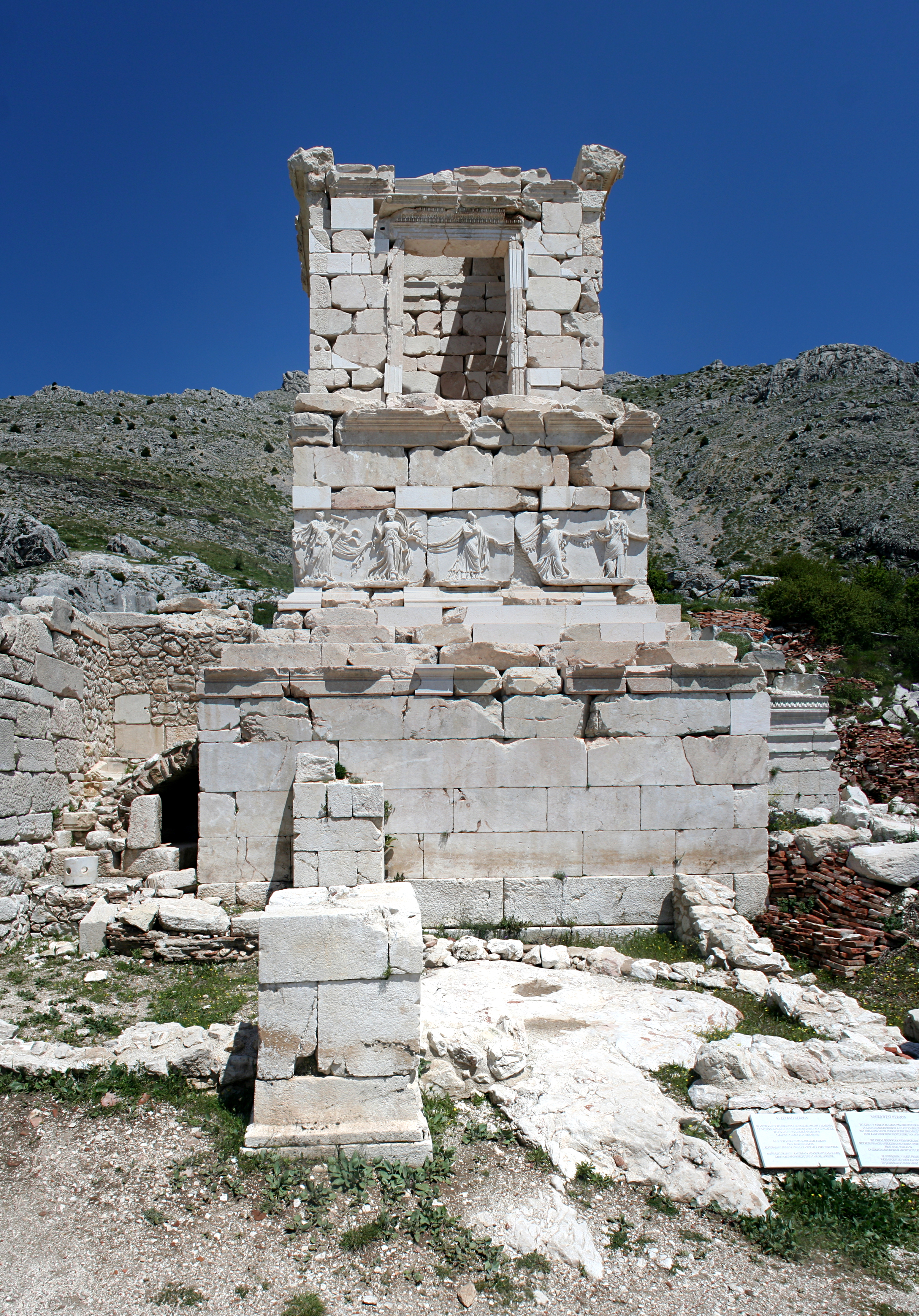
Heroon az északnyugati szektorban

Az emberi jelenlét már i. e. 8000 körül kimutatható a környéken, jóval magának a város területének a lakottá válása előtt. Hettita dokumentumok az i. e. 14. században említenek egy Salawassa nevű hegyvidéki helyet; a város a fríg és lüd kultúra idején is terjeszkedett. Szagalasszosz a Piszidia néven ismert régió részét képezte; a vidék a Perzsa Birodalom idején harcias népéről volt ismert.
Szagalasszosz Piszidia egyik leggazdagabb városa volt, mikor Nagy Sándor Perzsia felé tartó útja közben, i. e. 333-ban meghódította. A város ekkor pár ezres népességgel rendelkezett. Sándor halála után a régió Antigonosz Monophthalmosz, majd valószínűleg Trákiai Lüszimakhosz, a szíriai Szeleukidák és a pergamoni Attalidák hatalma alá került. A régészeti ásatások tanúsága szerint a helyiek gyorsan átvették a hellén kultúrát.
Az Attalidák után Piszidia a Római Birodalomhoz tartozó Asia provincia részévé vált. I. e.39 -ben Amüntasz galatiai vazallus király kapta, miután azonban őt i. e. 25-ben meggyilkolták, a rómaiak Galatia tartomány részévé tették Piszidiát. A rómaiak alatt Szagalasszos Piszidia legfontosabb városává vált; Hadrianus császár különösen kedvelte, a provincia első városának nevezte és megtette a császári kultusz székhelyévé. Az ekkor épült épületek teljesen római jellegűek.
I. sz. 400 körül Szagalasszoszt védelme érdekében megerősítették. 518-ban földrengés pusztította, 541-543 közül pedig egy járványban a lakosság fele életét vesztette. 640 körül arab rajtaütések fenyegették a várost, a 7. század közepén pedig újabb földrengés rázta meg. Ezután a lakók távoztak és valószínűleg a völgyben telepedtek le újra, az ásatások itt azonban csak egy erődített kolostort találtak – valószínűleg egy vallásos közösség lakhelyét –, amelyet a 12. században elpusztítottak. Szagalasszosz eltűnt a feljegyzésekből és az ezt követő évszázadokban a romokat erózió pusztította. Komoly fosztogatásra nem került sor a városban, valószínűleg elhelyezkedése miatt.
Paul Lucas felfedező, aki XIV. Lajos francia király udvarának megbízásából Törökországba utazott, 1706-ban meglátogatta a romokat. 1824 után – mikor Francis Vyvyan Jago Arundell (1780–1846), the British chaplain at Izmir brit káplánja, régiséggyűjtő – ellátogatott a romokhoz és megfejtette a város nevét a feliratokról –, a nyugati utazók látogatni kezdték a romokat, és gróf Karol Lanckoroński lengyel művészettörténész a város első térképét is elkészítette, Szagalasszosz azonban nem váltott ki nagy érdeklődést a régészekből egészen 1985-ig, amikor egy angol-belga csapat Stephen Mitchell vezetésével jelentős felmérést végzett a terepen.

## A modern feltárások

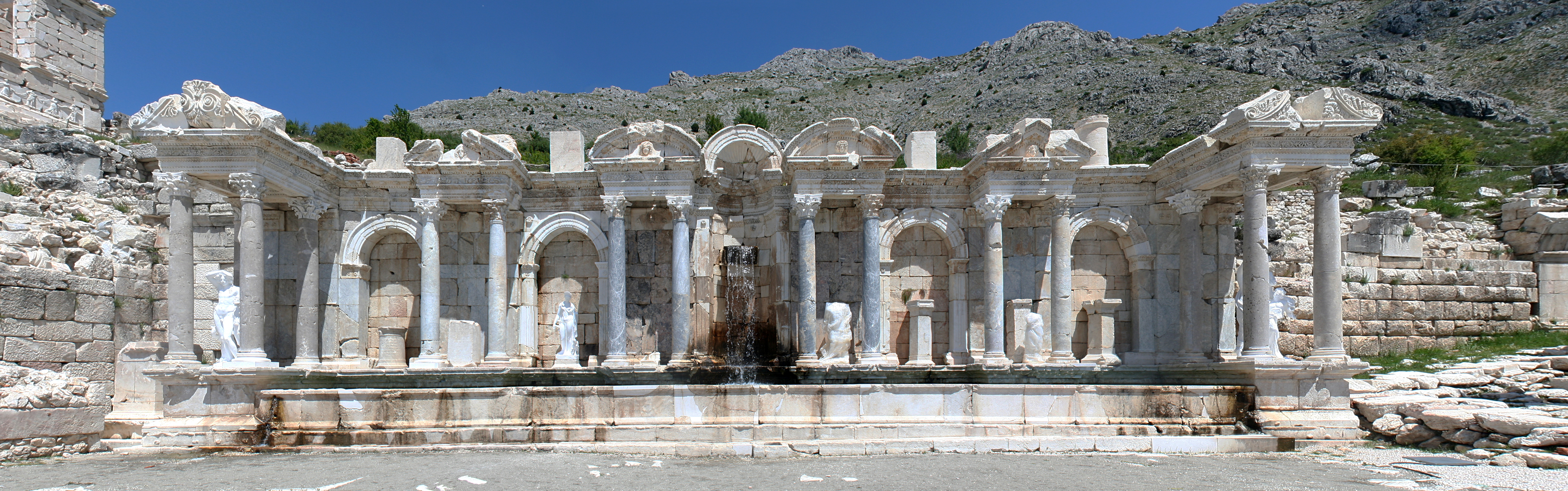
Nymphaeum

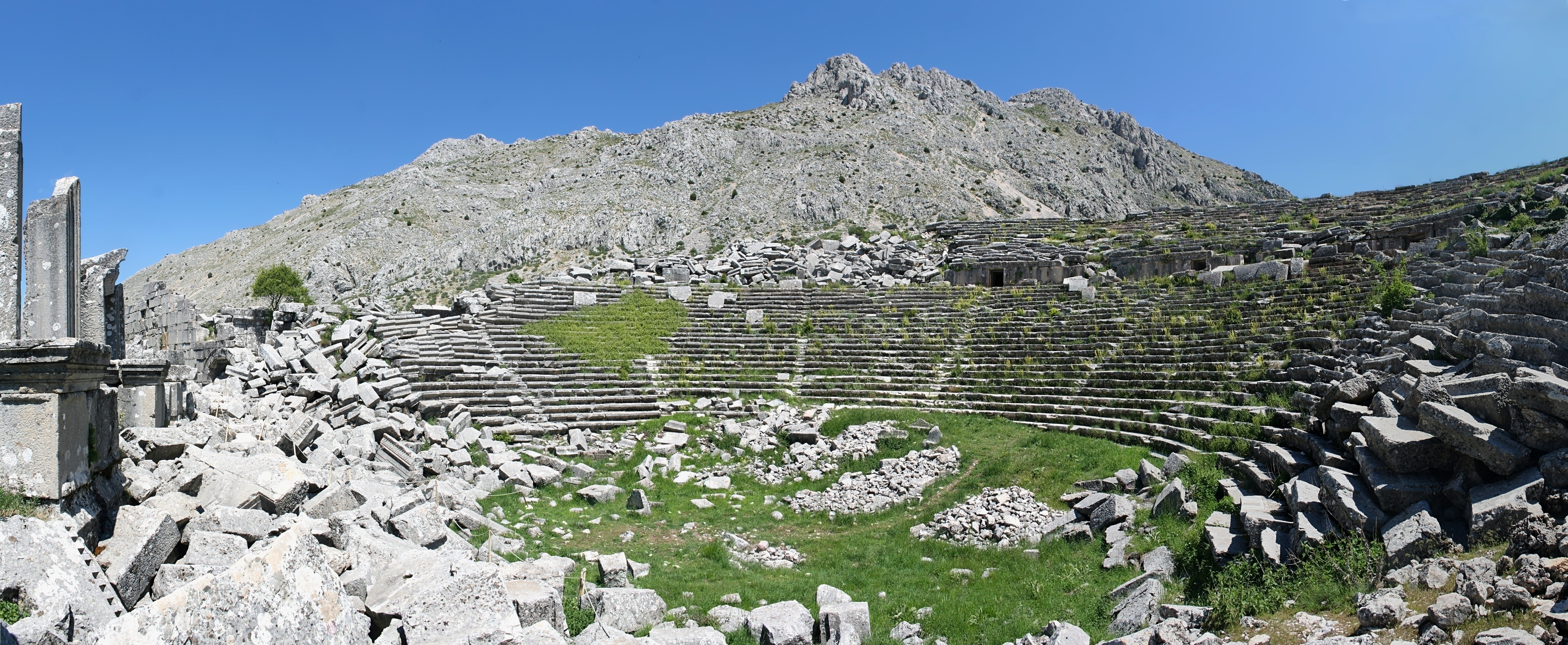
Színház

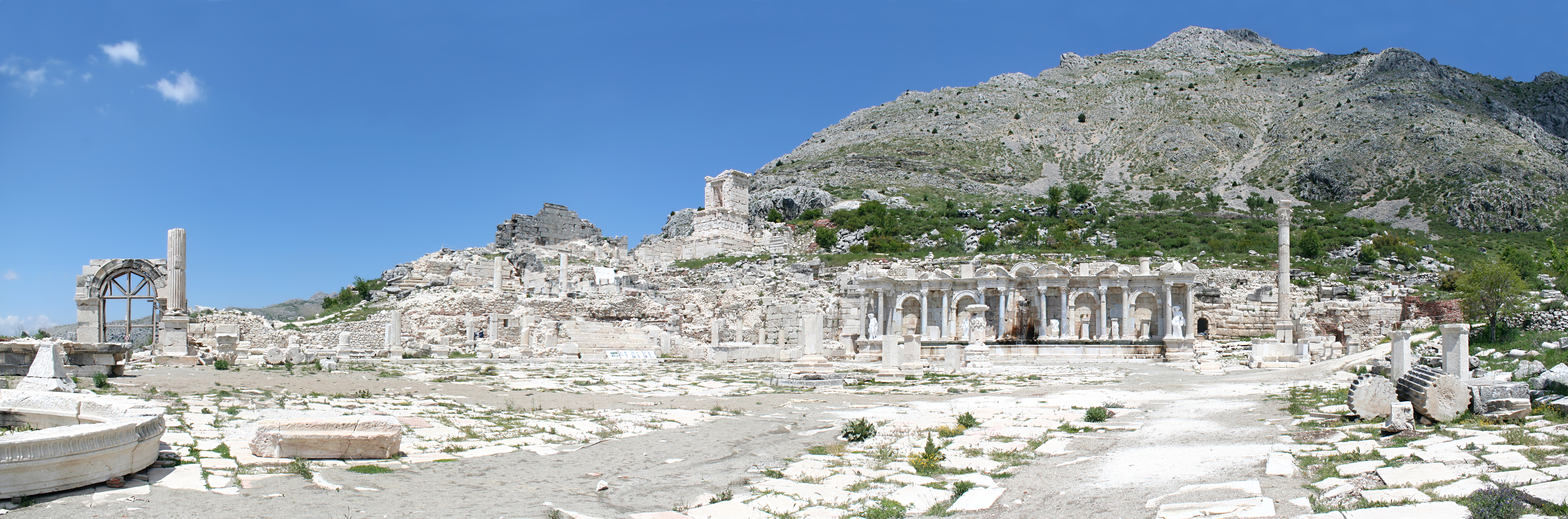
Agora

1990-től a turisták körében közkedvelt Szagalasszoszban jelentős ásatásokat folytat Marc Waelkens, a belga Leuveni Katolikus Egyetem régészprofesszora. A monumentális városközpont feltárása már befejeződött, és négy jelentős restaurációs projekt is csaknem teljesen elkészült. A projekt során jelentős városi és geofizikai felmérés is zajlik, feltárások a lakó- és ipari negyedekben, valamint a város környékén. Az első feltárás a város ezeréves fennállását dokumentálták Nagy Sándor korától a 7. századig, míg a második feltárás a településszerkezetet, a növényzet és a gazdálkodás, a táj és a klíma változásait dokumentálta az elmúlt tízezer év során.
2007. augusztus 9-én a sajtó bejelentette, hogy az ásatások során előkerült Hadrianus császár szépen kidolgozott, kolosszális méretű szobra, amely 4-5 méter magas lehetett. A szobor a császár uralkodásának első időszakában készült, és katonai öltözékben ábrázolja Hadrianust; külön kifaragott részekből áll, melyeket márványcsapok segítségével illesztettek össze a helyszínen, egy thermae, azaz közfürdő mellett. A 6. század vége – 7. század eleje környékén egy földrengés miatt a mennyezet leomlott, a császár szobra is felborult, és darabjaira esett. A közelben egy márványszobor lábujjait is megtalálták, melyekben faszegek számára kialakított nyílások jelzik, hogy a szobor egykor hosszú köpönyeget viselt, melyet a lábujjakhoz erősítettek; ez azt sugallja, lehetséges, hogy előkerülhet Hadrianus felesége, Vibia Sabina szobra is. 2008. augusztus 14-én előkerült Antoninus Pius (Hadrianus fogadott fia és örököse) feleségének, Faustinának a fejszobra is ugyanitt. 2008. augusztus 22-én újabb kolosszusfejet találtak, ezúttal Marcus Aureliusét.
Nyolcvanöt, az i. e. 13.–11. századi Szagalasszoszból származó csontvázat hasonlítottak össze a DNS-ükön végzett filogenetikai vizsgálatok alapján a terület mai népességével. A kutatás szerint az anyai ágon öröklődő gének jelentős azonosságot mutatnak a balkáni és görög népességgel, valamint az ókori perzsákkal és az Itáliai-félsziget lakóival, emellett kis mértékben Levante népességével, ezzel szemben a közép-ázsiai népcsoportokkal nem mutatható ki rokonság.
A belgiumi Tongerenben található Gallo-Római Múzeum 2011. október 29-e és 2012. június 17-e közt kiállítást rendezett a Szagalasszoszból származó műemlékekből Szagalasszosz: az álmok városa címmel.

## Külső hivatkozások
- Website Sagalassos Archaeological Research Project Archiválva 2017. október 18-i dátummal a Wayback Machine-ben
- Sagalassos Interactive Dig
- Photographic visit with many pictures
- Huge statue of Roman ruler found
- Beyaz Arif Akbas: Sagalassos: City of Fairies", Adrianapolis, Yalnizgoz Yay. 2010, ISBN 978-1-4536-1300-9. http://en.calameo.com/read/0002983841c7acaa28dc8